# Onitis lansbergei
Onitis lansbergei är en skalbaggsart som beskrevs av Sharp 1875. Onitis lansbergei ingår i släktet Onitis och familjen bladhorningar. Inga underarter finns listade i Catalogue of Life.